# لييج-باستون-لييج 2011

لييج-باستون-لييج 2011 (بالإنجليزية: 2011 Liège–Bastogne–Liège)‏ هو سباق دراجات هوائية أقيم بتاريخ 24 أبريل 2011، تكون السباق من مرحلة واحدة وامتدّ لمسافة 255.5 كم بسرعة 41.066 كم/س، استغرق السباق 6 ساعة 13 دقيقة 18 ثانية. فاز به البلجيكي فيليب جيلبير وحلّ ثانيا فرانك شليك بينما حصل على المركز الثالث أندي شليك.

## الترتيب
| م                     | الدرّاج       | البلد     | الزمن                    |
| --------------------- | ------------ | --------- | ------------------------ |
| الفائز بالترتيب العام | فيليب جيلبير | بلجيكا    | 6 ساعة 13 دقيقة 18 ثانية |
| الثاني                | فرانك شليك   | لوكسمبورغ |                          |
| الثالث                | أندي شليك    | لوكسمبورغ |                          |